# Dickins & Jones
Dickins & Jones was een luxe warenhuis in de Britse hoofdstad Londen, dat opereerde tussen 1835 en 2007, hoewel het zijn oorsprong vond in 1790. Vanaf 1835 was de hoofdwinkel in Regent Street in Londen. In de laatste jaren had de winkel vestigingen in Epsom, Richmond en Milton Keynes.
De naam is nu een modemerk van House of Fraser.

## Geschiedenis
In 1790 openden Dickins en Smith een winkel op 54, Oxford Street. In 1830 werd de winkel omgedoopt tot Dickins, Sons and Stevens, en in 1835 verhuisde het zijn pand naar de nummers 232 en 234 in de nieuw gebouwde Regent Street. In de jaren 1890 veranderde het bedrijf zijn naam in "Dickins & Jones", toen Sir John Prichard-Jones partner werd.
In 1914 werd het bedrijf gekocht door Harrods, als de eerste overname buiten zijn eigen oorspronkelijke winkel. In 1919 verwierf de Dickins & Jones-winkel een nieuwe locatie op 224-244 Regent Street, op korte afstand van de oude, en in 1922 betrok het een nieuw gebouw dat ervoor was ontworpen door Sir Henry Tanner . In 1959 werd Harrods zelf gekocht door House of Fraser, maar zowel Harrods als haar dochteronderneming Dickins & Jones bleven onder hun bestaande naam handelen. Een nieuwe winkel werd geopend op George Street, Richmond in 1969.
In de zomer van 2005 kondigde House of Fraser aan dat de Regent Street-winkel zou sluiten, met de mededeling dat de hoge huurwaarde de winkel sinds 2002 onrendabel had gemaakt. Op 14 januari sloot Dickins & Jones definitief zijn deuren. Het gebouw werd verkocht aan Shearer Property Group en Delancey Estates voor herontwikkeling tot winkelunits met daarboven appartementen en kantoren. In oktober 2006 werd bekend dat het nieuwe gebouw een glazen aanbouw met terrassen zou krijgen bovenop de voormalige winkel, waar een 1700m² groot chic restaurant  zou komen. Op de begane grond, de kelder en de eerste verdiepingen kwamen vestigingen van H&M en Nokia.
Na de sluiting van de Regent Street-winkel bleven de filialen van Dickins & Jones in Epsom, Richmond en Milton Keynes onder die naam handelen tot 2007. Vanaf dat moment werden ze omgedoopt tot House of Fraser-winkels. De naam Dickins & Jones wordt echter nog steeds door House of Fraser gebruikt als een van haar eigen merken voor damesmode.